# José Manuel da Silva
José Manuel da Silva, primeiro e único barão do Tietê, (Santo Amaro, 1793 — São Paulo, 27 de março de 1877) foi um político brasileiro. Pai do senador do Império do Brasil Rodrigo Augusto da Silva, primo e cunhado de Benedito Antônio da Silva.

## Vida
Foi deputado geral e presidente interino da Província de São Paulo três vezes, de 13 de setembro a 30 de setembro de 1852, de 29 de julho a 10 de agosto de 1868, e de 29 de abril a 30 de maio de 1871, além de presidente da Caixa Econômica de São Paulo em 1876.
Casou-se com Maria Reducinda da Cunha Bueno, irmã do visconde de Cunha Bueno e tia do senador Alfredo Ellis.
Está sepultado no Cemitério da Consolação, em São Paulo. Seu túmulo, um dos primeiros do cemitério, estava abandonado, procedendo os seus descendentes a uma reforma do mesmo em 2014.